# Strait Up
Strait Up è il secondo album in studio del gruppo musicale statunitense Snot, pubblicato il 7 novembre 2000 dalla Immortal Records e dalla Virgin Records.

## Descrizione
Tutte le canzoni dell'album sono dedicate a Lynn Strait, ex-cantante della band deceduto nel 1998 in seguito ad un incidente d'auto, e al suo cane Dobbs, morto nella stessa occasione. Le canzoni erano state precedentemente composte dagli Snot ma, poiché la morte del cantante era avvenuta prima che potesse registrarne le parti vocali, questo compito fu affidato a vari artisti amici della band e del defunto cantante, appartenenti in gran parte alla scena alternative metal e nu metal americana. Soltanto le tracce numero 13 e 14 del disco sono cantate da Lynn Strait. L'album raggiunse la posizione numero 56 nella Billboard 200.

## Tracce
1. Starlit Eyes (featuring Serj of System of a Down) – 2:55 (testo: Serj Tankian – musica: John Fahnestock, John Fahnestock, Jamie Miller)
2. Take It Back (featuring Jonathan of Korn) – 3:01 (testo: Jonathan Davis, Nathan Cox – musica: Mikey Doling, John Fahnestock)
3. I Know Where You're At (featuring M.C.U.D. of (hed) p.e.) – 4:43 (testo: Jared Gomez – musica: Mikey Doling, John Fahnestock)
4. Catch a Spirit (featuring Max of Soulfly) – 3:43 (testo: Max Cavalera – musica: Mikey Doling, John Fahnestock)
5. Until Next Time (featuring Jason of R.K.L.) – 3:09 (testo: Jason Sears – musica: Lynn Strait, Mikey Doling, John Fahnestock)
6. Divided (An Argument for the Soul) (featuring Brandon of Incubus) – 3:44 (testo: Brandon Boyd – musica: Mikey Doling, John Fahnestock)
7. Ozzy Speaks – 0:13
8. Angel's Son (featuring Lajon of Sevendust) – 3:48 (testo: Lajon Witherspoon, Clint Lowery – musica: Clint Lowery)
9. Forever (featuring Fred of Limp Bizkit) – 2:51 (testo: Fred Durst – musica: Mikey Doling, John Fahnestock)
10. Funeral Flights (featuring Dez of Coal Chamber) – 2:57 (testo: B. Dez Fafara – musica: Mikey Doling, John Fahnestock)
11. Requiem (featuring Corey of Slipknot) – 3:35 (testo: Corey Taylor, Mikey Doling, John Fahnestock – musica: Mikey Doling, John Fahnestock)
12. Reaching Out (featuring Mark of Sugar Ray) – 4:39 (testo: Mark McGrath, Whitfield Crane, John Fahnestock, Stan Frazier, Mikey Doling – musica: Mikey Doling, John Fahnestock)
13. Absent (Snot) – 5:33 (testo: Lynn Strait – musica: Snot)
14. Sad Air (Spoken Word by Lynn Strait of Snot) – 2:06 (testo: Lynn Strait – musica: Sonny Maio)

## Formazione
Gruppo
- Lynn Strait – voce (traccia 13), voce parlata (traccia 14)
- Mikey Doling – chitarra, voce aggiuntiva (tracce 11 e 12)
- Sonny Mayo – chitarra (tracce 8 e 13 e 14), chitarra aggiuntiva (traccia 10), programmazione (traccia 14)
- John Fahnestock – basso, voce aggiuntiva (tracce 11 e 12)
- Shannon Larkin – batteria
- Jamie Miller – batteria (traccia 13)

Altri musicisti
- Serj Tankian – voce (traccia 1)
- Jonathan Davis – voce (traccia 2)
- Nathan Cox – voce aggiuntiva (traccia 2)
- Jared Gomes – voce (traccia 3)
- DJ Product – giradischi (traccia 3)
- Max Cavalera – voce (traccia 4)
- Marcello Dias, Shavo Odadjian – bassi aggiuntivi (traccia 4)
- Jason Sears – voce (traccia 5)
- Brandon Boyd – voce (traccia 6)
- Jim Wirt – strumenti ad arco (traccia 6); organo Hammond (traccia 8); pianoforte (traccia 12)
- Ozzy Osbourne – voce parlata (traccia 7)
- Lajon Witherspoon – voce (traccia 8)
- Clint Lowery – chitarra (traccia 8)
- Fred Durst – voce (traccia 9)
- Klaus Eichstad – chitarra aggiuntiva (traccia 8)
- Dez Fafara – voce (traccia 10)
- Mike "Mad Dog" Combs – chitarra aggiuntiva (traccia 10)
- Corey Taylor – voce (traccia 11)
- Mark McGrath – voce (traccia 12)
- Whitfield Crane – voce aggiuntiva (traccia 12)
- Stan Frazier – voce aggiuntiva (traccia 12)
- Aimee Echo – voce aggiuntiva (traccia 13)